# United (album de Phoenix)
Pour les articles homonymes, voir United.
Albums de Phoenix
Alphabetical
(2004)
Singles
1. Too Young
Sortie : 2000
2. If I Ever Feel Better
Sortie : 2001

United est le premier album du groupe français Phoenix paru en juin 2000 sur le label Source de Virgin. Deux singles ont été extraits : Too Young et If I Ever Feel Better. Le groupe a invité des amis musiciens à participer au disque, on y retrouve entre autres : Camille Bazbaz, Thomas Bangalter, Rob ou Philippe Zdar.

## Réception
La réception de l'album est partagée entre un accueil enthousiaste à l'international et des critiques plus sévères en France. On leur reproche notamment une attitude qui serait trop réfléchie à des fins marketing à l'image du quotidien Libération : « purs produits populaires du cool industrieux », « à prendre comme une simple récréation ». 
Les Inrocks tentent de faire la synthèse entre ces critiques et leur musique et résument : « Déjà adulés ou copieusement méprisés pour des raisons douteuses »,  « Phoenix a beau forcer tous les traits et empiler clichés et manières forcées, [leurs] chansons soulèvent façon geyser les enthousiasmes les plus ramollis ».
Phoenix restera ainsi longtemps incompris dans son pays d'origine, la France, et devra attendre plusieurs albums pour lever ces incompréhensions et être reconnu dans l'hexagone.

## Titres de l'album
Toutes les chansons sont écrites et composées par Phoenix.
| No  | Titre                 | Durée |
| --- | --------------------- | ----- |
| 1.  | School's Rules        | 1:31  |
| 2.  | Too Young             | 3:17  |
| 3.  | Honeymoon             | 4:59  |
| 4.  | If I Ever Feel Better | 4:25  |
| 5.  | Party Time            | 2:13  |
| 6.  | On Fire               | 2:49  |
| 7.  | Embuscade             | 3:56  |
| 8.  | Summer Days           | 3:15  |
| 9.  | Funky Squaredance     | 9:38  |
| 10. | Definitive Breaks     | 1:40  |

## Musiciens additionnels
- Rob - clavinet sur School's Rules, Too Young, If I Ever Feel Better et Embuscade
- Cubain - percussions sur Too Young, Honeymoon, On Fire et Embuscade
- Sandrine Longuet - harpe sur Honeymoon
- Jean-Philippe Dary - clavinet sur On Fire
- Camille Bazbaz - orgue Hammond sur On Fire
- Hugo Ferran - saxophone sur On Fire, Embuscade et Definitive Breaks
- Andrew Crocker - trompette sur On Fire et Embuscade
- Paddy Sherlock - trombone sur "Embuscade"
- Thomas Bangalter - synthétiseur sur Embuscade
- Marlon - batterie sur Summer Days et Funky Squaredance
- Eddie Efira - guitare steel sur Summer Days et Funky Squaredance
- Noe Efira - guitare sur Funky Squaredance
- Bryce de la Menardière - epinette sur Funky Squaredance

## Classement
| Pays    | Position | Position |
| ------- | -------- | -------- |
| France  | 90       |          |
| Norvège | 37       |          |

## Autour de l'album
La chanson Too Young est utilisée par Sofia Coppola pour la bande originale de son film Lost in Translation. Les frères Farrelly se servent également de Too Young et de Summer Days pour L'Amour extra-large.